# Roger Payne
Roger Searle Payne (New York, 29 gennaio 1935 – South Woodstock, 10 giugno 2023) è stato un biologo e ambientalista statunitense, famoso per la scoperta, nel 1967 (con Scott McVay), del canto delle balene tra le megattere.
Payne in seguito divenne una figura importante nella campagna mondiale per porre fine alla caccia commerciale alle balene.

## Biografia
Payne ha conseguito la laurea presso la Harvard University in Biologia e il suo dottorato di ricerca a Cornell in Zoologia sistematica ed evolutiva. Ha trascorso i primi anni della sua carriera studiando l'ecolocalizzazione nei pipistrelli (e di come le loro prede, le falene, li evitano) e la localizzazione uditiva nei gufi. Desiderando lavorare su qualcosa di più direttamente collegato alla conservazione, ha concentrato in seguito la sua ricerca sulle balene dove, insieme al ricercatore Scott McVay, nel 1967 hanno scoperto le complesse composizioni sonore eseguite dai maschi delle megattere durante la stagione riproduttiva.
Payne descrive i canti delle balene come "fiumi di suono esuberanti e ininterrotti" con "temi" ripetuti a lungo, ogni canzone dura fino a 30 minuti ed è cantata da un intero gruppo di megattere maschi contemporaneamente. I canti possono variare leggermente tra una stagione e l'altra, con alcune nuove frasi aggiunte e alcune altre abbandonate. Payne ha condotto numerose spedizioni negli oceani del mondo studiando le balene, le loro migrazioni, culture e vocalizzazioni.
Egli è stato anche il primo a suggerire che le balene e le balenottere azzurre possano comunicare con il suono attraverso l'intero oceano, teoria che è stata successivamente confermata.
Alcune delle registrazioni di Payne furono pubblicate nel 1970 come un LP chiamato Songs of the Humpback Whale (ancora il disco sonoro naturale più venduto di tutti i tempi ) che aiutò a guadagnare visibilità per il movimento Save the Whales che cercava di porre fine alla caccia commerciale, che all'epoca spingeva molte specie pericolosamente verso l'estinzione. La caccia commerciale alle balene fu infine vietata dalla International Whaling Commission  nel 1986.
Nel 1975 fu pubblicato un secondo LP e nel 1987 Payne collaborò con il musicista Paul Winter aggiungendo il canto delle balene nella musica umana.
Le registrazioni di balene di Frank Watlington (con il commento di Roger Payne) furono pubblicate su un Flexi-disc all'interno della rivista National Geographic del gennaio 1979. Questo numero, con 10,5 milioni di copie, divenne la più grande tiratura a stampa singola di tutti i tempi.
Oltre alle registrazioni di balene, Payne ha anche pubblicato libri e lavorato con troupe cinematografiche in diverse produzioni di documentari televisivi e nel film IMAX Whales: An Unforgettable Journey .
Nel 1971, Payne ha fondato la Ocean Alliance, un'organizzazione che lavora per la conservazione delle balene e degli oceani. Ha sede a Gloucester, nel Massachusetts . È tuttora il direttore dell'organizzazione. Era anche professore assistente di biologia alla Rockefeller University e, contemporaneamente, ricercatore di zoologia presso l'Institute for Research in Animal Behaviour, gestito dalla Rockefeller University e dalla New York Zoological Society .
Dal 1960 al 1985 Roger Payne è stato sposato con la ricercatrice Katharine Payne, che ha svolto ricerche simili sulla vocalizzazione degli elefanti e delle megattere.

## Influenza culturale
- La cantante Judy Collins pubblicò il suo album più venduto Whales & Nightingales nel 1970, che presentava alcune delle registrazioni di balene di Roger sul brano Farewell to Tarwathie.[6]
- Sempre nel 1970 il compositore Alan Hovhaness compose And God Created Great Whales, la cui colonna sonora contiene brani tratti dalle registrazioni di Payne
- Nel 1977 le registrazioni di balene megattere di Roger Payne furono incluse nel Voyager Golden Record trasportato a bordo del veicolo spaziale del programma Voyager, i primi artefatti umani a lasciare il nostro Sistema solare.
- L'album di debutto della cantante Kate Bush The Kick Inside del 1978 presenta una porzione di "balena solista rallentata" (da Songs of the Humpback Whale) come introduzione alla traccia di apertura Moving.
- Star Trek IV: The Voyage Home (1986) presenta le registrazioni di Payne, in un complotto per salvare le megattere dall'estinzione spostando una coppia riproduttrice dal 1986 a trecento anni in futuro.
- Nel 2010, la band Glass Wave ha incluso le registrazioni di balene di Payne nella prima traccia ("Balena") e nell'ultima traccia ("Moby Dick") del loro album.

## Lavori
- Produttore, Songs of the Humpback Whale, un LP del 1970 (e successivamente CD)
- Produttore, Deep Voices, un LP del 1975 con più canzoni di Humpback e balene blu e pinne
- Co-produttore, Whales Alive, una collaborazione in LP nel 1987 con i musicisti Paul Winter e Paul Halley
- Presentatore, In the Company of Whales, un documentario televisivo del 1991 per The Discovery Channel
- Autore, Among Whales, libro del 1995. Pubblicato in Italia La vita segreta delle balene Ed. Scienza Oscar Saggi Mondadori, 1996
- Presentatore, Finite Oceans, documentario televisivo del 1995
- Co-sceneggiatore / condirettore, Whales: An Unforgettable Journey, un film IMAX del 1997